# Энглунд, Лина
Лина Энглунд (швед. Lina Maria Englund, 14 мая 1975) — шведская актриса и музыкантка.

## Биография
Лина Энглунд родилась в 1975 г. и выросла в Спонге. Она училась в высшей музыкальной школе Адольфа Фредрикса (Adolf Fredriks musikklasser). В 12 лет она прошла прослушивание для кинофильма Miraklet i Valby, и ей доверили в нём главную женскую роль. Затем она с 15 лет полтора года снималась в телесериале Storstad, после чего поступила в стокгольмскую гимназию Södra Latin, где обучалась в течение двух лет. Во время учёбы Лина играла роль Кристины в сериале Northwood на канадском молодёжном телеканале. Она также снималась в сериале Rapport till himlen Ульфа Мальмроса.
За роль в фильме Vinterviken (1996 г.) Лина Энглунд была награждена премией Золотой жук в номинации «За лучшую женскую роль».
В 1995—1999 гг. Лина училась в высшей театральной школе столицы (Teaterhögskolan i Stockholm), а после её окончания присоединилась к труппам Стокгольмского Городского театра (Stockholms stadsteater) и Teater Galeasen. Она участвовала в постановках Чеховских «Трёх сестёр» и «Дяди Вани», играла в Нуреновской Krig («Война»).
Летом 2001 г. Лина снималась в фильме Utanför din dörr, получив положительные отзывы за свою роль.
Лина принимала участие в музыкальной группе Selfish, в 1998 г. выпустившей единственный альбом Wanting You Would Be. Она также писала музыку для Национального театра Riksteatern для пьесы «Служанки».
В конце 2006 г. Лина снималась в телевизионном сериале Bror och syster («Брат и сестра»), демонстрировавшемся весной 2007 г. В 2008 г. она сыграла главную роль в телесериале по мотивам комикса «Рокки» (Rocky).

## Избранная фильмография
- Miraklet i Valby
- Storstad (ТВ, 1990)
- Rapport till himlen (ТВ, 1994)
- Vinterviken (1996)
- När Finbar försvann (1996)
- Dödlig drift (1999)
- Syskonsalt (ТВ, 2000)
- Utanför din dörr (2002)
- Lilla körsbärsträdgården (2002)
- Popcorn (ТВ, 2003)
- Swedenhielms (2003)
- Om Stig Petrés hemlighet (ТВ, 2004)
- Storm (2005)
- Stilla Natt (2006)
- Bror och syster (ТВ, 2007)
- Арн: Рыцарь-тамплиер (2009)